# Trichocoleopsis sacculata
Trichocoleopsis sacculata är en bladmossart som först beskrevs av William Mitten, och fick sitt nu gällande namn av S.Okamura. Trichocoleopsis sacculata ingår i släktet Trichocoleopsis och familjen Neotrichocoleaceae. Inga underarter finns listade i Catalogue of Life.